# Pănet
Pănet (in ungherese Mezőpanit) è un comune della Romania di 6132 abitanti, ubicato nel distretto di Mureș, nella regione storica della Transilvania. 
Il comune è formato dall'unione di 5 villaggi: Berghia, Cuieșd, Hărțău, Pănet, Sântioana de Mureș.